# Naturpark Nordwald

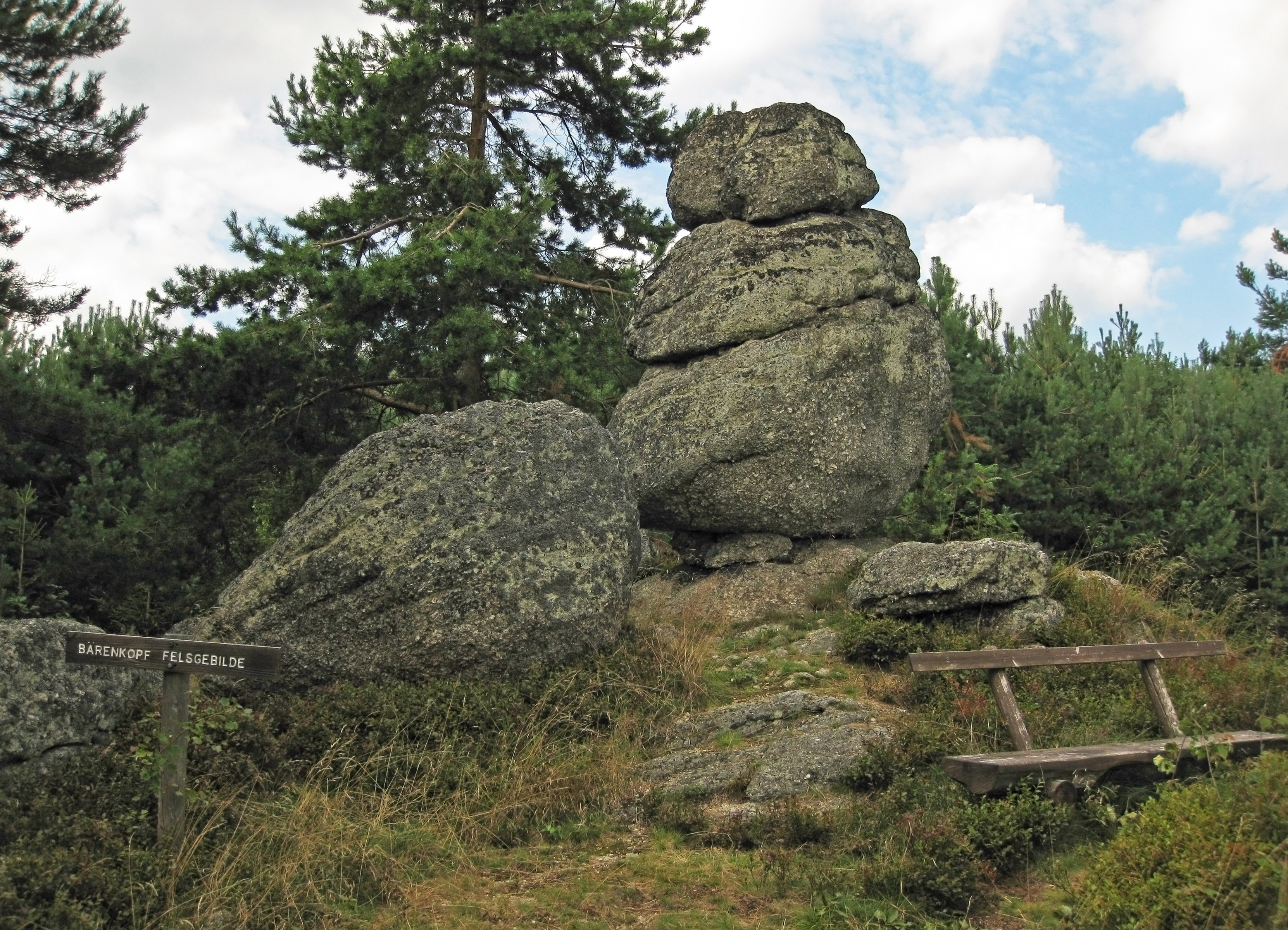

Der Naturpark Nordwald mit einer Fläche von 750 ha liegt am Westrand des Waldviertler Hochlandes in der Marktgemeinde Bad Großpertholz im Bezirk Gmünd in Niederösterreich.
Er besteht aus zwei getrennten Teilflächen, die größere in den Katastralgemeinden Großpertholz und Reichenau, die kleinere in der Katastralgemeinde Karlstift.

## Natürliche Sehenswürdigkeiten
Der Naturpark Nordwald umfasst ein ausgedehntes Waldgebiet. Neben dichten Nadelwäldern besteht das Schutzgebiet auch aus Acker- und Wiesenfluren, stillen Teichen und Hochmoorlandschaften, die dem Naturpark nordisch-skandinavischen Charakter verleihen. Neben Torfmoosen, isländischem Moos, rundblättrigem Sonnentau und Zwerg-Birken beherbergt das Areal auch Birkhühner, Auerhühner und verschiedene Insektenarten.
- Frei zugänglicher Waldbadeteich „Stierhüblteich“ in Karlstift
- Obstlehrpfad
- Themenweg „Auf dem Holzweg“

## Errichtete Sehenswürdigkeiten
- Informations-Blockhaus
- Tiergehege
- Aussichtsturm Schwarzenberg bei Bad Großpertholz
- Schauraum zum Leben der Holzarbeiter und zur Holztrift mit Holzlehrschau
- Rekonstruierter Triftkanal bei Karlstift

## Freizeiteinrichtungen
- Abenteuerspielplatz
- Grillanlage
- Moor-Heilbad in Bad Großpertholz